# Asilus tristis
Asilus tristis är en tvåvingeart som beskrevs av Christian Rudolph Wilhelm Wiedemann 1828. Asilus tristis ingår i släktet Asilus och familjen rovflugor. Inga underarter finns listade i Catalogue of Life.